# Plaques de matrícula de Moldàvia

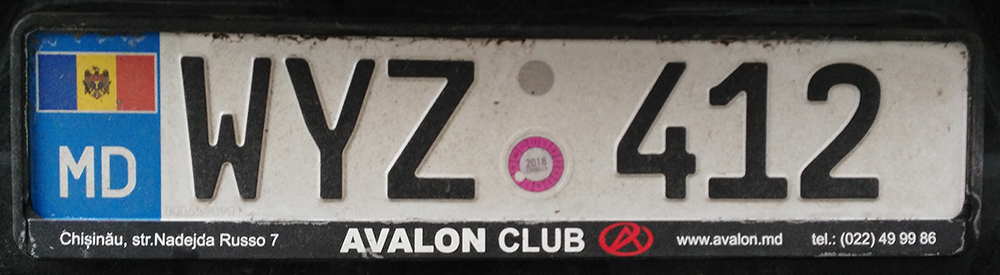
Model actual de matrícula.

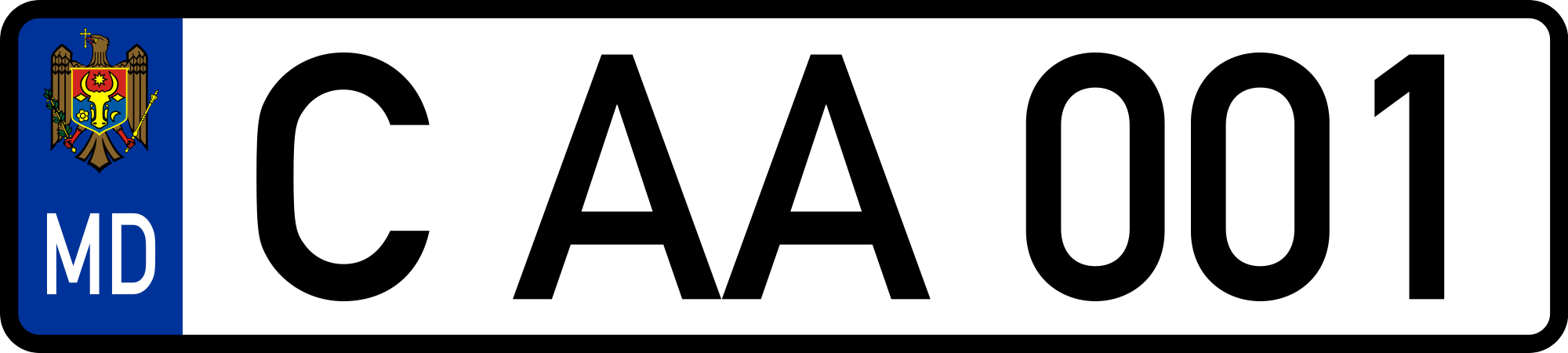
Model posterior al novembre de 2011.

Model anterior al novembre de 2011.

Les plaques de matrícula dels vehicles de la República de Moldàvia es componen de sis caràcters agrupats en tres lletres i tres xifres, separats per un espai entre ells (per exemple,  ABC 123). Són de color negre sobre fons blanc. I des de l'1 de novembre de 2011 porten afegida una franja blava a la part esquerra molt semblant a la que llueixen els vehicles matriculats als països de la UE on hi consta el distintiu del país, MD. Les mides de les plaques són 520mm per 112mm d'alt.
La tipografia utilitzada és la font tipogràfica FE-Schrift (Fälschungserschwerende Schrift, en alemany). L'abreviatura FE deriva de l'adjectiu compost "fälschungserschwerende" que combina el nom "Fälschung" (falsificació) i el verb "erschweren" (obstaculitzar).

## Codificació antiga
A continuació es mostra una llista dels codis utilitzat anteriorment al 2011 i que indiquen el districte de registre del vehicle:
| Codi | Districte de registre                         |
| ---- | --------------------------------------------- |
| AN   | Anenii Noi                                    |
| BE   | Tighina                                       |
| BL   | Bălţi                                         |
| BR   | Briceni                                       |
| BS   | Basarabeasca                                  |
| C    | Chişinău                                      |
| CC   | Camenca                                       |
| CG   | Ceadîr-Lunga (actualment integrat a Gagaúsia) |
| CH   | Cahul                                         |
| CL   | Călăraşi                                      |
| CM   | Cimişlia                                      |
| CN   | Căinari (actualment unit amb Căuşeni)         |
| CO   | Comrat (actualment integrat a Gagaúsia)       |
| CR   | Criuleni                                      |
| CS   | Căuşeni                                       |
| CT   | Cantemir                                      |
| CU   | Chişinău                                      |
| DB   | Dubăsari                                      |
| DN   | Donduşeni                                     |
| DR   | Drochia                                       |
| ED   | Edineţ                                        |
| FL   | Făleşti                                       |
| FR   | Floreşti                                      |
| GL   | Glodeni                                       |
| GE   | Gagaúsia                                      |
| GR   | Grigoriopol (situat a Transnístria)           |
| HN   | Hînceşti                                      |
| IL   | Ialoveni                                      |
| K    | Chişinău                                      |
| LV   | Leova                                         |
| NS   | Nisporeni                                     |
| OC   | Ocniţa                                        |
| OR   | Orhei                                         |
| RB   | Rîbniţa (situat a Transnístria)               |
| RS   | Rîşcani                                       |
| RZ   | Rezina                                        |
| SD   | Şoldăneşti                                    |
| SG   | Sîngerei                                      |
| SL   | Slobozia                                      |
| SR   | Soroca                                        |
| ST   | Străşeni                                      |
| SV   | Ştefan Vodă                                   |
| TG   | Tighina (situat a Transnístria)               |
| TR   | Taraclia                                      |
| TL   | Teleneşti                                     |
| UN   | Ungheni                                       |
| VL   | Vulcăneşti (actualment integrat a Gagaúsia)   |

## Tipus
Les plaques dels vehicles del govern es componen per les inicials RM (abreviatura de "República de Moldàvia") més una sola lletra que representa l'autoritat (P per al Parlament, G de Govern, A per la Cancelleria), i tres xifres. Com més baix és la xifra (per exemple 001), major és la posició del propietari del vehicle.
Les plaques del vehicle del President es componen de les lletres RM (abreviatura de "República de Moldàvia") seguit de quatre dígits (RM 0001).
Per al cos diplomàtic, les plaques es componen de dues lletres CD (Cos Diplomàtic), TC (personal consular), TS (personal de serveis (o cotxes pertanyents a l'ambaixada, però no només utilitzat per funcionaris de l'ambaixada) i CA (cos administratiu) més tres xifres (en representació de l'ambaixada) i una o dues lletres.
Per als vehicles de l'Exèrcit, les plaques es componen de les lletres FA (Fortele Armate) i quatre xifres (FA 1234).